# Her Går Det Godt
 Ikke at forveksle med Finn Søeborgs roman fra 1952
Her Går Det Godt er en podcast  med Esben Bjerre og Peter Falktoft, der i dag kun udgives på Podimo. Her Går Det Godt blev udgivet første gang 24. december 2016. Fra 2016 indtil starten af 2022, var podcasten frit digitalt på alle platforme, hvorefter Her Går Det Godt gik eksklusivt på Podcasttjenesten Podimo
Pr. 8. januar 2021 er der udgivet 200 episoder af podcasten.
Her Går Det Godt kan opfattes som en fortsættelse på Monte Carlo-radioprogrammerne, der blev sendt sidste gang i 2014.
Siden 2022 er Her Går Det Godt udkommet to gange ugentligt med få undtagelser i sommerferieperioden.

## Spinoff
I 2018 kom spin-off serien I Kina Går Det Godt.
I 2019 kom spin-off serien i Mexico Går Det Godt.
I 2020 kom I Sydafrika Går Det Godt.
I 2022 kom I Rummet Går Det Godt.